# Rtari
Rtari (cyr. Ртари) – wieś położona w Serbii, w okręgu morawickim, w gminie Lučani. W 2011 roku liczyła 204 mieszkańców.